# 32è Festival Internacional de Cinema de Berlín
El 31è Festival Internacional de Cinema de Berlín va tenir lloc entre el 12 i el 23 de febrer de 1982. L'Os d'Or fou concedit a la pel·lícula alemanya L'ansietat de Veronika Voss dirigida per Rainer Werner Fassbinder.
Manfred Salzgeber va introduir una nova secció al festival, que fou reanomenada Panorama en 1986. Es va mostrar al festival una retrospectiva dedicada al director alemany Curtis Bernhardt titulada Insurrecció d'Emocions juntament amb pel·lícules infantils de l'Alemanya Oriental.

## Jurat

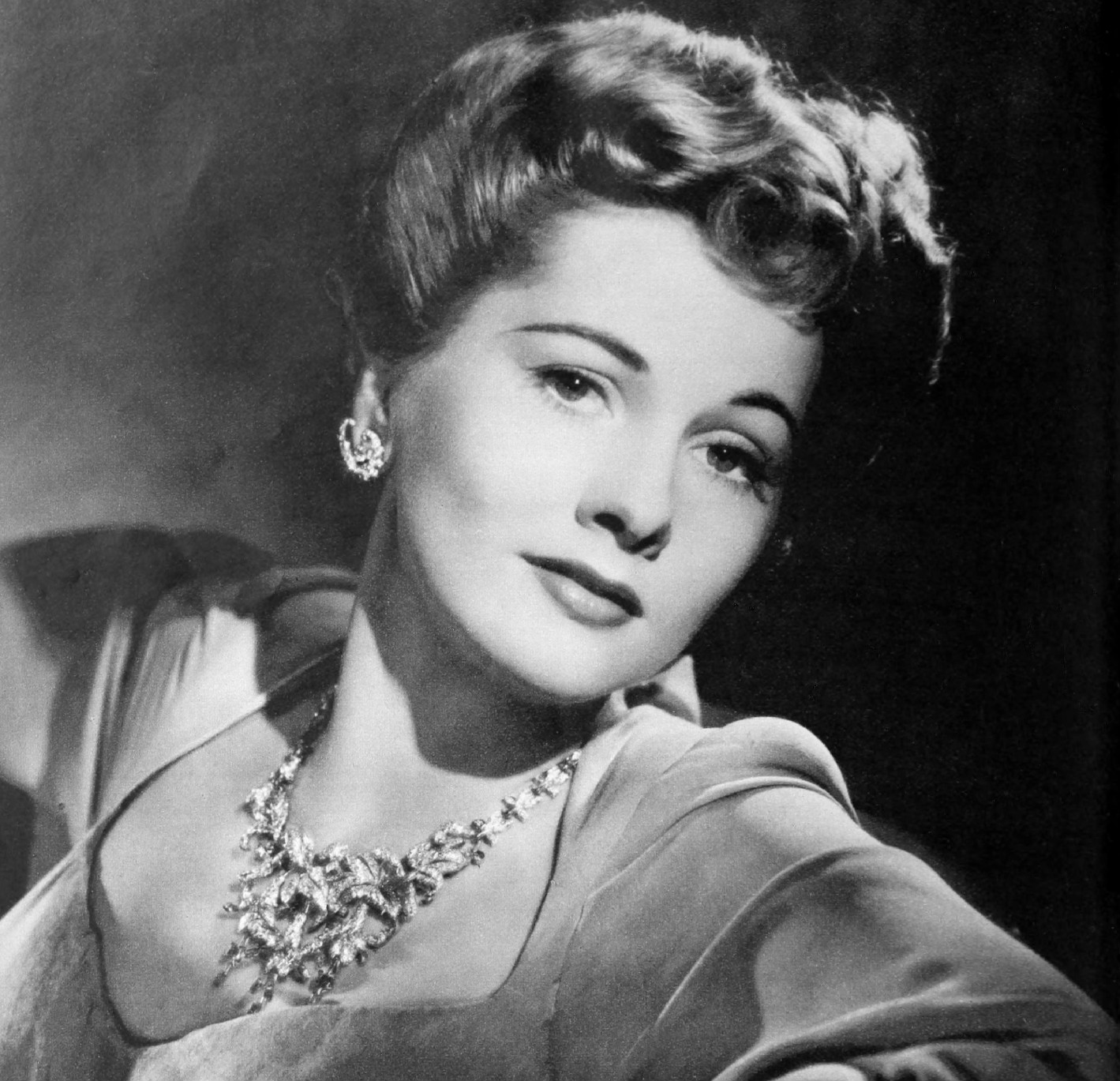
Joan Fontaine, presidenta del jurat

El jurat del festival estaria format per les següents persones:
- Joan Fontaine (presidenta)
- Vladimir Baskakov
- Brigitte Fossey
- Joe Hembus
- László Lugossy
- Gian Luigi Rondi
- Helma Sanders-Brahms
- Mrinal Sen
- David Stratton

## Pel·lícules en competició
Les següents pel·lícules van competir per l'Os d'Or:
| Títol original                               | Director(s)              | País            |
| -------------------------------------------- | ------------------------ | --------------- |
| Absence of Malice                            | Sydney Pollack           | Estats Units    |
| An Unsuitable Job for a Woman                | Chris Petit              | Regne Unit      |
| Beyroutou el lika                            | Borhane Alaouié          | Líban           |
| Bürgschaft für ein Jahr                      | Herrmann Zschoche        | RDA             |
| Den Enfaldige Mördaren                       | Hasse Alfredson          | Suècia          |
| Dreszcze                                     | Wojciech Marczewski      | Polònia         |
| Eine deutsche Revolution                     | Helmut Herbst            | RFA             |
| Het meisje met het rode haar                 | Ben Verbong              | Països Baixos   |
| Il Marchese del Grillo                       | Mario Monicelli          | Itàlia          |
| L'amour des femmes                           | Michel Soutter           | Suïssa          |
| Muzhiki!                                     | Iskra Babitx             | Unió Soviètica  |
| Nihon no Atsui Hibi Bōsatsu: Shimoyama Jiken | Kei Kumai                | Japó            |
| Requiem                                      | Zoltán Fábri             | Hongria         |
| Romanze mit Amelie                           | Ulrich Thein             | RDA             |
| Saraba itoshiki daichi                       | Mitsuo Yanagimachi       | Japó            |
| The Killing of Angel Street                  | Donald Crombie           | Austràlia       |
| Tzlila Chozeret                              | Shimon Dotan             | Israel          |
| Une étrange affaire                          | Pierre Granier-Deferre   | França          |
| Die Sehnsucht der Veronika Voss              | Rainer Werner Fassbinder | RFA             |
| Xiang qing                                   | Hu Bingliu, Wang Jin     | R.P. de la Xina |

## Premis
El jurat va atorgar els següents premis:
- Os d'Or: L'ansietat de Veronika Voss de Rainer Werner Fassbinder
- Os de Plata - Gran Premi del Jurat: Dreszcze de Wojciech Marczewski
- Os de Plata a la millor direcció: Mario Monicelli per Il Marchese del Grillo
- Os de Plata a la millor interpretació femenina: Katrin Saß per Bürgschaft für ein Jahr
- Os de Plata a la millor interpretació masculina: 
  - Michel Piccoli per Une étrange affaire
  - Stellan Skarsgård per Den Enfaldige Mördaren
- Os de plata per a un assoliment singular excepcional: Zoltán Fábri per Requiem
- Menció honorífica:
  - Muzhiki!
  - Absence of Malice
  - The Killing of Angel Street
- Os d'Or – Premi Honorari: James Stewart
- Premi FIPRESCI
  - Dreszcze de Wojciech Marczewski